# Цзінань
Цзіна́нь (кит.: 济南) — місто в Китаї, адміністративний центр провінції Шаньдун. Також має неофіційну назву «Місто весни» або «Місто Джерел».
Місто розташовано в північно-західній частині провінції Шаньдун на річці Хуанхе.
Населення урбанізованої частини складає 2,5 млн осіб, на всій території — 5,9 млн осіб.

## Адміністративний поділ

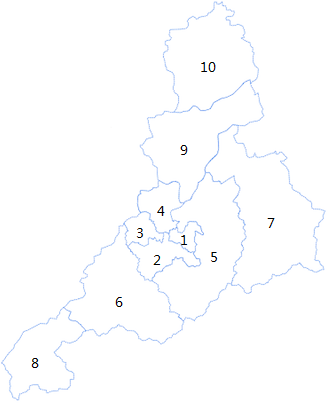

Цзінань є містом субпровінціального значення. З адміністративно-територіальної точки зору ділиться на 6 районів, 1 міський повіт, 3 повіти:
1. Район Ліся (历下区)
2. Район Шичжун (市中区)
3. Район Хуаїнь (槐荫区)
4. Район Тяньцяо (天桥区)
5. Район Лічен (历城区)
6. Район Чанцін (长清区)
7. Міський повіт Чжанцю (章丘市)
8. Повіт Пінінь (平阴县)
9. Повіт Цзіян (济阳县)
10. Повіт Шанхе (商河县)

## Історія
Відомий з VIII століття до н.е. Був столицею держави Ці. Завдяки будівництву буддистських печерних храмів в околицях (IV—VII ст.) Став великим релігійним центром. Швидко зростав з другої половини XIX століття після того, як річка Хуанхе проклала своє нове русло у районі від північної частини міста. У 1906 році відкритий для іноземної торгівлі. З 1937 по 1945 рік Цзінань був окупований японськими військами.

## Економіка
Центр туризму (8,5 млн гостей в 2001 р.) торгівлі та фінансів (бл. 770 ринків), Цзінаньської зони освоєння високих технологій. Прокат сталі, машинобудування (верстати, локомотиви, обладнання для текстильної, харчової та ін галузей промисловості, заводи важких вантажівок і авторемонтний), виробництво виробів з гуми (у тому числі гум, взуття); текстильна, хімічна та нафтохімічна і харчова промисловість. Металургійний завод.

## Транспорт
Транспортний вузол. Міжнародний аеропорт, будується центр міжнародних контейнерних перевезень. Високошвидкісна залізниця Цзінань — Циндао. 1 квітня 2019 року в місті відкрився метрополітен.

## Визначні місця
Цзінань знаменитий своїми джерелами, які дуже красиві під час сезону дощів в кінці літа. Парк розташований навпроти головної площі, яку прикрашають великий фонтан у формі лілії та головний знак Цзінань. З гори Тисячі Будд в південній частині міста відкриваються чудові краєвиди на околиці; її схили прикрашені буддистськими статуями часів династії Сун. (National Geographic traveler)
- Див. також: Зоопарк Цзінань